# Équipe de Porto Rico féminine de volley-ball
L'équipe de Porto Rico féminine de volley-ball est composée des meilleures joueuses portoricaines sélectionnées par la Fédération portoricaine de volley-ball (Federación Puertorriqueña de Voleibol, FPV). Elle est classée au 18e rang de la Fédération internationale de volley-ball au 10 juillet 2022.

## Sélection actuelle
Sélection pour le Grand Prix Mondial 2010.
Entraîneur : Carlos Cardona  ; entraîneur-adjoint : Manuel Acevedo 

## Palmarès et parcours

### Palmarès
- Championnat d'Amérique du Nord
  - Finaliste : 2009
  - Troisième : 2013
- Coupe panaméricaine
  - Troisième : 2009, 2014
- Jeux d'Amérique centrale et des Caraïbes
  - Finaliste : 1938, 1946, 1962
  - Troisième : 2006

### Parcours

#### Jeux Olympiques
| - 2016 : 11e |

#### Championnats du monde
| - 1952 : Non participante - 1956 : non participante - 1960 : non participante - 1962 : Non qualifiée - 1967 : Non qualifiée - 1970 : Non qualifiée - 1974 : 22e - 1978 : Non qualifiée - 1982 : 17e - 1986 : Non qualifiée | - 1990 : Non qualifiée - 1994 : Non qualifiée - 1998 : Non qualifiée - 2002 : 12e - 2006 : 16e - 2010 : 17e - 2014 : 17e |

#### Grand Prix
| - 1993 : Non qualifié - 1994 : Non qualifié - 1995 : Non qualifié - 1996 : Non qualifié - 1997 : Non qualifié - 1998 : Non qualifié - 1999 : Non qualifié - 2000 : Non qualifié - 2001 : Non qualifié - 2002 : Non qualifié | - 2003 : Non qualifié - 2004 : Non qualifié - 2005 : Non qualifié - 2006 : Non qualifié - 2007 : Non qualifié - 2008 : Non qualifié - 2009 : 10e - 2010 : 11e - 2011 : Non qualifié - 2012 : 13e | - 2013 : 18e |

#### Championnat d'Amérique du Nord
| - 1969 : 5e - 1971 : 4e - 1973 : 6e - 1975 : Non qualifiée - 1977 : 5e - 1979 : Non qualifiée - 1981 : 6e - 1983 : 5e - 1985 : 4e - 1987 : 5e | - 1989 : 6e - 1991 : 6e - 1993 : 5e - 1995 : 5e - 1997 : 5e - 1999 : 5e - 2001 : Non qualifiée - 2003 : 5e - 2005 : 4e - 2007 : 5e | - 2009 : Finaliste - 2011 : 4e - 2013 : 3e - 2015 : 3e - 2019 : 4e - 2021 : Finaliste - 2023 : 6e |

#### Jeux Pan-Américains
| - 1955 : Non qualifié - 1959 : 4e - 1963 : 5e - 1967 : Non qualifié - 1971 : Non qualifié - 1975 : 7e - 1979 : 8e - 1983 : Non qualifié - 1987 : Non qualifié - 1991 : Non qualifié | - 1995 : Non qualifié - 1999 : Non qualifié - 2003 : 6e - 2007 : 6e - 2011 : 5e |

#### Coupe panaméricaine
| - 2002 : 7e - 2003 : 7e - 2004 : 6e - 2005 : 5e - 2006 : 5e - 2007 : 5e - 2008 : 4e - 2009 : 3e - 2010 : 6e - 2011 : 5e | - 2012 : 6e - 2013 : 5e - 2014 : 3e |

#### Jeux d'Amérique centrale et des Caraïbes
| - 1938 : Finaliste - 1946 : Finaliste - 1959 : ? - 1962 : Finaliste - 1966 : ? - 1970 : ? - 1974 : ? - 1978 : ? - 1982 : ? - 1986 : ? | - 1990 : ? - 1993 : ? - 1998 : ? - 2002 : 4e - 2006 : 3e - 2010 : Finaliste |